# Prostomiopsis alba
Prostomiopsis alba är en djurart som tillhör fylumet slemmaskar, och som beskrevs av Friedrich 1936. Prostomiopsis alba ingår i släktet Prostomiopsis och familjen Tetrastemmatidae. Inga underarter finns listade i Catalogue of Life.